# Национално знаме на Сейнт Китс и Невис
Националното знаме на Сейнт Китс и Невис е прието на 19 септември 1983 година. Знамето е съставено от една черна диагонална лента със златисто, която разделя знамето на два равни триъгълника в зелено и червено. На самата лента се намират две бели звезди. Зеленият цвят означава плодородие на островите, червеният показва борбата на народа за независимост, жълтият цвят слънцето, черният означава африканския произход на населението и бялото надеждата и свободата.